# CR.42 (航空機)

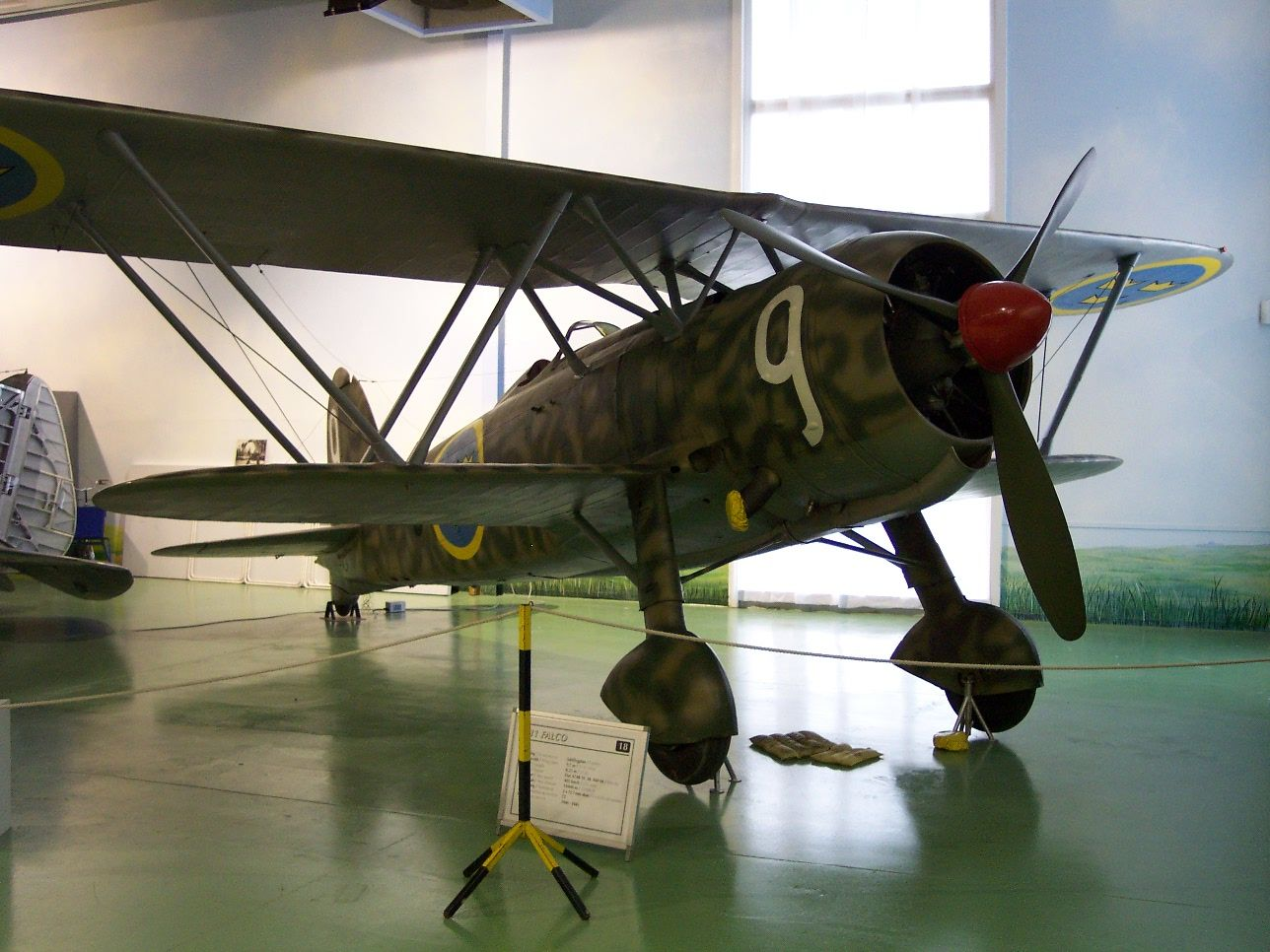
フィアット CR.42

フィアット CR.42（FIAT CR.42）は第二次世界大戦最後のイタリアの複葉戦闘機である。名称のCRは設計者チェレスティーノ・ロザテッリが手掛けた戦闘機（Celestino Rosatelli）であることを示し、愛称は“ファルコ（Falco=鷹の意）”。

## 概要
CR.42は、それ以前にイタリア空軍で使用されていた複葉戦闘機CR.32の発展型で、直接には1936年に作られた試作機CR.41を原型として計画され、順調に製作推移し1939年初飛行を行った。胴体は溶接鋼管骨組みに羽布張り、主翼は下翼のやや小さい複葉で、ロザテッリ設計による一連の戦闘機同様、トラス構造を模したW字型の特徴ある支柱形式を持ち、固定脚だった。原型1号機は、主翼と主脚が保守的な複葉固定脚にもかかわらず尾輪が進歩的な引込み式という「理解に苦しむ構造であった」（航空評論家・関川栄一郎/談・1965年・航空情報8月臨時増刊号）。運動性能は良好で、空戦能力は高く評価されていた。ハンガリーやベルギー、スウェーデン等近隣国より発注を受けた。ダイムラー・ベンツDB 601Aエンジンを搭載したCR.42 DB(1機試作)は、複葉機でありながら最大速度520km/hを記録し、世界最速の複葉戦闘機であった。1940年には数回にわたり英国本土空襲をも敢行した。しかし同じ複葉機であるイギリスのフェアリー_ソードフィッシュのように速力の遅さを逆手に取った戦術を取ることもできず、複葉のためにこれ以上の速度の向上ものぞめず、大戦中期にはその後進性は如何ともしがたくなっていった。アフリカ戦線等で戦闘爆撃機として運用され、休戦直前には反ファシスト側に着いた機体もあった。その後はドイツ空軍に接収された機体が、消炎排気管を装備し連合軍に対する夜間撹乱攻撃に用いられた。戦後は複座練習機に改造され、最後の機体は1950年まで現役を保った。

## 諸元
CR42bis・(括弧はCR42B)
- 型式： 単発・複葉
- 乗員： パイロット 1 名
- 全長： 8.30 m
- 全幅： 9.70 m
- 翼面積:22.40 m2
- 全高： 3.30 m
- 自重： 1716 kg
- 全備重量： 2,290 kg
- 動力：フィアットA74RC38エンジン (ダイムラーベンツDB601)
- 出力： 840 HP
- 最大速度： 430 km/h:(520 km/h)
- 航続距離： 1,015 km
- 武装： 機関銃12.7mmBreda SAFAT×4、戦闘爆撃機型は爆弾200kgまで搭載可能

## 登場作品
『R.U.S.E.』
イタリアの偵察機として登場。